# Croz (David Crosby)
| Recensione | Giudizio |
| ---------- | -------- |
| AllMusic   | [ 1 ]    |
| OndaRock   | [ 2 ]    |

Croz è il quarto album da solista del cantautore statunitense David Crosby, pubblicato il 28 gennaio 2014.

## Tracce
1. What's Broken – 3:48 (James Raymond)
2. Time I Have – 3:49 (David Crosby)
3. Holding On to Nothing – 3:41 (David Crosby, Sterling Price)
4. The Clearing – 4:00 (James Raymond)
5. Radio – 3:45 (David Crosby, James Raymond)
6. Slice of Time – 4:16 (David Crosby, Marcus Eaton, James Raymond)
7. Set That Baggage Down – 4:01 (David Crosby, Shane Fontayne)
8. If She Called – 4:59 (David Crosby)
9. Dangerous Night – 5:57 (David Crosby, James Raymond)
10. Morning Falling – 3:41 (David Crosby, James Raymond)
11. Find a Heart – 5:06 (David Crosby, Marcus Eaton, James Raymond)

## Formazione
- David Crosby – chitarra, voce
- Marcus Eaton – chitarra acustica, chitarra a 12 corde, chitarra elettrica, sitar elettrico, cori
- James Raymond – pianoforte, Fender Rhodes, sintetizzatore, campionatore, cori
- Shane Fontayne – basso, chitarra elettrica, percussioni, cori
- Steve DiStanislao – batteria, percussioni
- Steve Tavaglione – sassofono soprano, sintetizzatore, strumenti a fiato
- Kevin McCormick – basso
- Leland Sklar – basso
- Todd Caldwell – organo Hammond

### Altri musicisti
- Mark Knopfler – chitarra elettrica
- Wynton Marsalis – tromba

### Personale tecnico
- Daniel Garcia – produzione, ingegneria del suono, missaggio audio
- Shane Fontayne – ingegneria del suono
- Jeffrey "Jedi Master" Jones – ingegneria del suono
- Kevin Madigan – ingegneria del suono
- Bill Lane – ingegneria del suono
- Eddy Santos – ingegneria del suono
- Glenn Suravech – ingegneria del suono
- Rich Tosi – ingegneria del suono
- Robert Hadley – mastering
- Doug Sax – mastering

### Grafica
- Brian Porizek – direzione artistica, design
- Django Crosby – fotografia di copertina
- Marcus Eaton – fotografia
- Daniel Garcia – fotografia
- Buzz Person – fotografia